# Trương Nghĩa Hồ
Trương Nghĩa Hồ (tiếng Trung: 张义瑚; sinh năm 1962) là Trung tướng Không quân Quân Giải phóng Nhân dân Trung Quốc (PLAAF). Ông hiện giữ chức Phó Tư lệnh Chiến khu Trung ương Quân Giải phóng Nhân dân Trung Quốc. Trước đó, ông là Phó Tư lệnh Quân khu Lan Châu kiêm Tư lệnh Không quân trực thuộc Quân khu Lan Châu từ năm 2013 tới năm 2016.

## Thân thế và binh nghiệp
Trương Nghĩa Hồ sinh năm 1962 tại Liên Vân Cảng, tỉnh Giang Tô. Ông nhập ngũ năm 1980, phục vụ tại Không quân Quân khu Nam Kinh, từng đảm nhiệm chức vụ Trung đội trưởng Không quân, Đại đội trưởng; Trung đoàn trưởng Trung đoàn thuộc Sư đoàn 3 Lực lượng hàng không, Không quân Quân khu Nam Kinh. Trương Nghĩa Hồ từng là chỉ huy tổng duyệt binh hàng không chào mừng kỷ niệm 50 năm Quốc khánh Trung Quốc tháng 10 năm 1999.
Năm 2002, Trương Nghĩa Hồ được bổ nhiệm làm Sư đoàn trưởng Sư đoàn 33 Lực lượng hàng không. Tháng 7 năm 2008, ông được điều động giữ chức Phó Tham mưu trưởng Không quân trực thuộc Quân khu Thành Đô. Tháng 7 năm 2009, Trương Nghĩa Hồ được bổ nhiệm làm Trợ lý Tham mưu trưởng Không quân Quân Giải phóng Nhân dân Trung Quốc (PLAAF); đồng thời ông được phong quân hàm Thiếu tướng.
Tháng 7 năm 2010, Trương Nghĩa Hồ được điều động làm Tham mưu trưởng Không quân trực thuộc Quân khu Lan Châu. Tháng 5 năm 2011, ông được luân chuyển giữ chức Tham mưu trưởng Không quân trực thuộc Quân khu Bắc Kinh.
Tháng 7 năm 2013, Trương Nghĩa Hồ được bổ nhiệm làm Phó Tư lệnh Quân khu Lan Châu kiêm Tư lệnh Không quân trực thuộc Quân khu Lan Châu. Ngày 16 tháng 7 năm 2014, Trương Nghĩa Hồ được thăng quân hàm Trung tướng Không quân, trở thành một trong những Trung tướng trẻ tuổi nhất trong Không quân Trung Quốc, cùng với Ma Chấn Quân và Hoàng Quốc Hiển.
Tháng 1 năm 2016, Chủ tịch Quân ủy Trung ương Tập Cận Bình ra tuyên bố giải thể 7 đại Quân khu để thiết lập lại thành 5 Chiến khu; Trương Nghĩa Hồ được bổ nhiệm giữ chức Phó Tư lệnh Chiến khu Trung ương Quân Giải phóng Nhân dân Trung Quốc.